# Гленвил (Западна Вирџинија)
Гленвил (енгл. Glenville) град је у америчкој савезној држави Западна Вирџинија.

## Демографија
По попису из 2010. године број становника је 1.537, што је 7 (-0,5%) становника мање него 2000. године.
| Група             | 2000.         | 2010.         |
| Белци             | 1.429 (92,6%) | 1.364 (88,7%) |
| Афроамериканци    | 49 (3,2%)     | 97 (6,3%)     |
| Азијати           | 37 (2,4%)     | 4 (0,3%)      |
| Хиспаноамериканци | 9 (0,6%)      | 32 (2,1%)     |
| Укупно            | 1.544         | 1.537         |